# Хризма
Хризмата  (гр.) е Христов монограм или христограм, състоящ се от двете начални букви ΧΡ (хи и ро) на гръцкото име Χριστός (Христос). Това е символът заменил Римския орел върху знамето (вексилум) на император Константин, известно като Лабарум (на латински: Labarum).
Известна е от античността като символ на успех и щастие, а от II в. като символ на Христос и става много популярна по времето на император Константин Велики, когато той я изписва върху щитовете на войската си в битката при Милвийския мост на 28 октомври 312 г. Става един от основните символи на Византия и църквата.
Правописна разлика: хрисма най-често не означава Христовия монограм, а църковния ритуал „помазване“.